# Ахиллеос, Георгиос
Гео́ргиос Ахилле́ос (греч. Γιώργος Αχιλλέως; род. 24 декабря 1980, Лондон) — кипрский стрелок, выступающий в дисциплине скит, чемпион мира 2007 года, чемпион Европы 2007 года, участник четырёх летних Олимпийских игр.

## Спортивная биография
Заниматься стрельбой Георгиос Ахиллеос начал в 14 лет. В течение всей карьеры Ахиллеос выступал исключительно в ските. В 1997 году киприот впервые принял участие в чемпионате Европы среди юниоров, где занял 9-е место. Спустя год Георгиос стал серебряным призёром юниорского чемпионата Европы, а также 10-м на юниорском чемпионате мира. В 1999 году Ахиллеос добился своего самого значимого достижения на молодёжном уровне, став чемпионом мира среди юниоров, в том же году Георгиос стал выступать и на крупных международных соревнованиях среди взрослых.
В 2000 году Ахиллеос дебютировал на летних Олимпийских играх в Сиднее. В соревнованиях в ските киприот набрал всего 117 очков и занял лишь 23-е место. В этом же году Георгиос впервые смог пробиться в финал Кубка мира, при этом на одном из этапов он занял третье место, набрав 123 очка и установив при этом рекорд Европы среди юниоров. После этого результаты спортсмена начали снижаться, а в 2003 году он и вовсе не принял участие ни в одном крупном международном турнире.
На летних Олимпийских играх 2004 года Афинах Ахиллеос вновь не смог пробиться в финал, набрав 121 очко киприот занял 8-е место. После данных Игр результаты Георгиоса пошли вверх. В 2005 году он дважды смог попасть в тройку на этапах Кубка мира, а во время финала Кубка мира ему удалось повторить рекорд Европы в ските. 2007 год стал самым успешным в карьере Ахиллеоса. Всего за один год киприот смог выиграть чемпионат мира, чемпионат Европы, а также финал Кубка мира.
На летние Олимпийские игры 2008 года Ахиллеос поехал в статусе одного из главных фаворитов турнира в ските. В предварительном раунде киприоту удалось набрать 119 очков и с 5 результатом Георгиос вышел в финал. В решающем раунде Ахиллеос набрал 24 очка и с суммой в 143 очка Георгиос занял итоговое 5-е место. На следующий год Ахиллеос вновь стал призёром мирового первенства, став вторым на чемпионате в Мариборе, а также стал третьим в финале Кубка мира. В 2010 году Георгиос завоевал свою третью медаль мировых первенств, заняв третье место на чемпионате мира в Мюнхене, также ему удалось выиграть два этапа Кубка мира, доведя количество побед в них до пяти. В мае 2012 года чемпионат Европы по стендовой стрельбе прошёл на Кипре в Ларнаке. Ахиллеос на турнире смог пробиться в финал, но остался там только третьим.
В 2012 году Ахиллеос принял участие уже в своих четвёртых летних Олимпийских играх. Набрав 118 очков Ахиллеос не смог пробиться в финал, заняв 11-е место. В 2013 году Ахиллеос был близок к попаданию в тройку на этапе Кубка мира в Эль-Айне, но по итогам перестрелки стал только 4-м.